# مکتب لایپزیگ (جامعه‌شناسی)
مکتب لایپزیگ (به انگلیسی: Leipzig school) شاخه‌ای از جامعه‌شناسی بود که توسط گروهی از دانشگاهیان به رهبری فیلسوف و جامعه‌شناس هانس فرایر در دانشگاه لایپزیگ آلمان در دهه ۱۹۳۰ ایجاد شد.
فایر نازیسم را یک فرصت می‌دید؛ بسیاری از پیروان وی نازی‌های فعال سیاسی بودند که شامل آرنولد گهلن، گونتر ایپسن، هاینز ماوس، کارل هاینز ففر و هلموت شلسکی بودند.
حزب کارگران ملی سوسیالیست آلمان (حزب نازی) اجازه نمی‌داد که هیچ ایدئولوژی رقیبی در دانشگاه‌ها توسعه یابد. با این حال، برخی از گروه مکتب لایپزیگ تا سال ۱۹۴۵ در دانشگاه ماندند. با مهاجرت برخی از افراد (گونتر) یا کار در رایش سوم (گهلن، ایپسن، ففر) تعداد آنها کم شد و قبل از پایان جنگ، خودِ فرایر هم رفت تا کرسی تدریسی در دانشگاه بوداپست را بدست بگیرد.

## مطالعه بیشتر
- فرایر/ گیلن/ شلسکی (مکتب لایپزیگ)، مقاله توسط کارل زیگبرت ربرگ که در جامعه‌شناسی کلاسیک، جلد ۲، ۱۹۹۹. توسط دیرک کاسلر منتشر شده‌است.
- جامعه‌شناسی سنت‌های فکری کارل سیگبرت ربرگ، 2001. شابک ‎۳-۵۱۸-۲۹۰۲۶-۶}